# Ptolemeu (filho de Pirro)
Ptolemeu foi um filho de Pirro, rei do Epiro e inimigo de Roma. Sua mãe era enteada de Ptolemeu I Sóter, e seu nome é uma homenagem ao faraó.
Era um guerreiro valente, e capturou a cidade da Córcira com apenas sessenta homens; também consta que, em uma batalha naval, ele pulou do seu barco, com sete homens, para uma trirreme inimiga de cinquenta remos, e a capturou.
Morreu em 272 a.C., quando Pirro, com ambições de conquistar a Grécia e a Ásia, invadiu o Peloponeso e tentou capturar Esparta, sem sucesso, perdendo seu filho Ptolemeu no ataque, ou durante a retirada.

## Família
Antigona, sua mãe, era filha de Berenice e um nobre macedônio chamado Filipe. Berenice, sua avó, foi para o Egito junto de Eurídice, filha de Antípatro, quando esta se casou com Ptolemeu I Sóter, e se tornou concubina de Ptolemeu.
Pirro, seu pai, era filho de Eácides I de Epiro e Fítia.
Aos 17 anos, Pirro, rei do Epiro, foi destronado, e Neoptólemo II de Epiro tornou-se rei. Nas guerras entre os diádocos, após a divisão do Império de Alexandre III, tomou parte pelo seu cunhado Demétrio I da Macedónia  e lutou a seu lado na Batalha de Ipso  (301 a.C.). Mais tarde, tornou-se refém de Ptolomeu I do Egito, num acordo entre este e Demétrio.
Pirro, vendo que, entre as mulheres de Ptolemeu I Sóter, a que tinha mais influência, virtures e compreensão era Berenice, passou a agradá-la, e foi escolhido, dentre os vários príncipes, para ser o marido de Antígona, filha de Berenice e Filipe.
Para homenagear Ptolemeu e Berenice, Pirro chamou seu filho com Antígona de Ptolemeu, e uma cidade que ele construiu no Epiro de Berenicis. Possivelmente Antígona foi a mãe de Olímpia, que se casou com seu irmão, Alexandre, e teve três filhos, Pirro, Ptolemeu e Fítia. Chris Bennett supõe que Olímpia fosse filha de Antígona pelo fato dela ter um filho de nome Ptolemeu.

## Campanha contra Antígono Gônatas
Pirro, após se retirar da Itália, invadiu a Macedônia e derrotou Antígono Gônatas, e se tornou rei da Macedônia.
Antígono ainda tentou renovar a guerra, com um bando de mercenários gauleses, porém foi derrotado por Ptolemeu, e conseguiu escapar com apenas sete companheiros.

## Campanha contra Esparta
Em 272 a.C., Pirro invadiu o Peloponeso com 25 000 soldados de infantaria, 2000 de cavalaria e 24 elefantes. Pirro não quis atacar Esparta à noite, para que seus soldados não pilhassem a cidade, e porque achava que a cidade estava sem defesas, porque um dos reis, Areu I, estava em Creta, e a cidade estava com poucos homens. Os espartanos pensaram em enviar as mulheres a Creta, porém uma delas, Arquidâmia, foi até a Gerúsia, de espada na mão, dizendo que as mulheres não queriam viver se Esparta morresse. A defesa da cidade foi organizada pelos jovens e pelas mulheres, que os exortaram a morrer em glória nos braços de suas mães e esposas.
Ptolemeu, com dois mil gauleses e soldados de Chaon, tentou forçar o ataque através das trincheiras e dos vagões. Quando os gauleses estavam quase abrindo o cerco, o jovem Acrótato, com três mil homens, atacou Ptolemeu por trás, e derrotou os gauleses. A batalha terminou de noite.
Segundo Justino, Ptolemeu morreu no ataque a Esparta, ao entrar no meio da cidade e ser cercado pelos inimigos. Pirro teria dito, ao ver o filho morto, que ele havia morrido por sua audácia.
Pirro tentou atacar de novo a cidade, porém deparou com a tenaz resistência dos homens e mulheres de Esparta. Quando Esparta estava a ponto de ser derrotada, chegaram reforços, forças de Corinto, forças enviadas por Antígono Gônatas e as tropas do rei Areu, vindas de Creta.

## Campanha contra Argos
Pirro, sem conseguir conquistar a cidade, devastou o campo. Vendo uma nova oportunidade em Argos, Pirro levanta acampamento e começa a marchar contra esta cidade, porém Areu e os espartanos continuam atacando as forças de Pirro.
Pirro ordenou a Ptolemeu que fosse em ajuda à retaguarda de suas tropas, atacadas pelos espartanos, e houve uma batalha feroz. Ptolemeu foi morto por um soldado de nome Oryssus, natural de Aptera, cidade de Creta.